# Des gens impitoyables
Pour plus de détails, voir Fiche technique et Distribution.
Des gens impitoyables (Fierce People) est un film américano-canadien réalisé par Griffin Dunne et sorti en 2005.

## Synopsis
Liz Earl (Diane Lane) décide de quitter New York pour s'installer en Amérique du Sud avec l'anthropologue Fox Blanchard (Dirk Wittenborn), le père de son fils Finn (Anton Yelchin), qui y étudie les Yanomami. Mais tout ne va pas se passer comme prévu.

## Fiche technique
- Titre original :  Fierce People
- Titre français : Des gens impitoyables
- Titre québécois :
- Réalisation : Griffin Dunne
- Scénario : Dirk Wittenborn
- Photographie : William Rexer
- Musique : Paul Bakija, Nick Laird-Clowes
- Production : Griffin Dunne, Nick Wechsler
- Sociétés de production : Lionsgate, Industry Entertainment
- Sociétés de distribution : Lionsgate (USA), Metropolitan Filmexport (France)
- Pays d'origine : États-Unis, Canada
- Langues originales : anglais et tagalog
- Genre : drame, thriller
- Durée : 103 minutes
- Date de sortie : 2005

## Distribution
Sauf indication contraire, les informations mentionnées dans cette section peuvent être confirmées par la base de données cinématographiques IMDb,  présente dans la section « Liens externes ».
- Anton Yelchin : Finn Earl
- Diane Lane : Liz Earl
- Kristen Stewart : Maya
- Chris Evans : Bryce
- Donald Sutherland (VF : Bernard Tiphaine) : Ogden C. Osborne
- Paz de la Huerta : Jilly
- Blu Mankuma : Gates
- Elizabeth Perkins : Mme Langley
- Christopher Shyer : Dr Leffler
- Garry Chalk : McCallum
- Ryan McDonald : Ian
- Dexter Bell : Marcus Gates
- Kaleigh Dey : Paige
- Aaron Brooks : Giacomo
- Dirk Wittenborn : Fox Blanchard, le père de Finn